# Крис Такер
Кристофер Такер (енгл. Christopher Tucker; Атланта, 31. август 1971) амерички је глумац. Познат је је по улози Смокија у филму Петак и улози детектива Џејмса Картера у франшизи Гас до даске. Постао је чест учесник стендап комедије ''Def Comedy Jam'' током 1990-их година. Појавио се у филму Лика Бесона Пети елемент, Тарантиновом филму Џеки Браун, Раселовом У добру и у злу и Ратнеровом филму Mирис лове.

## Младост и образовање
Такер је рођен 31. августа 1971. године у Атланти, као најмлађи син Мери Луис (рођене Брајант) и Нориса Такера. Као једно од шесторо деце, Такер је рано у животу научио да хумором има моћ да скрене пажњу на себе и у школи и код куће. Његов отац је био бизнисмен који је био власник фирме за чишћење и одржавање. Такер је одрастао у Декејтуру у Џорџији, након завршетка средње школе преселио се у Лос Анђелес како би наставио каријеру у комедијама и глуми. Такер је одрастао у пентекосталистичком хришћанском домаћинству, јер су његова мајка и отац били чланови Цркве божије у Христу током његовог детињства.

## Каријера
У 1992. години, Такер се често појављивао у стендап комедији "Def Comedy Jam". Свој деби у филму остварио је у Кућна забава 3 а остварио је већу филмску улогу заједно са репером Ајсом Кјубом у филму Петак (1995). Године 1997. глумио је са Шином у филму Мирис лове и заједно са Брусом Вилисом у филму Пети елемент. Такође у 1997. години, играо је споредну улогу у филму Џеки Браун.
Заједно са Џекијем Ченом Такер је глумио 1998. године у акционој комедији Гас до даске и њеним наставцима, Гас до даске 2 и Гас до даске 3, у којима је глумио детектива ЛАПД-а Џејмса Картера. Након комерцијалног успеха првог филма, зарадио је 20 милиона долара за улогу у другом делу и 25 милиона долара за улогу у трећем делу. Задњи део је био део двофилмског уговора вредног 40 милиона долара са Њу лајн синемом који је такође укључивао неименовани будући филм. Такође је требало да добије 20% бруто од Гас до даске 3.
Такер није поновио своју улогу Смокија у филмовима Следећи петак (2000) и Петак после петка (2002) јер је постао хришћанин поново након филма Мирис лове (1997). Глумио је у споту Мајкла Џексона за песму " You Rock My World" и појавио се у камео улози у Тупаковом споту за песму "California Love". Такер је 13. фебруара 1999. године учествовао на "Celebrity Game" НБА Ол-стар викенда. Међу осталим славним личностима учествовали су и репер "Master P", НБА играчи Клајд Дрекслер и Доминик Вилкинс, хватач у америчком фудбалу Терел Овенс, и екипа Харлема Глобетротерса.
Такер је најављен за улогу у драмском филму Њу лајн синеме Господин С: Мој живот са Френк Синатром, базираном на аутобиографском раду Џорџа Џејкобса као послуге Френка Синатре у периоду 1953–1968.
У 2011. години Такер се вратио стендап комедији. Следеће године појавио се у филму У добру и у злу, у ком је глумио са Бредлијем Купером, Џенифер Лоренс и Де Ниром. Такеров наступ у филму добро је прихваћен од стране критике и публике. Сам филм добио је бројне номинације и награде, укључујући награду Удружења за емитовање филмских критичара за најбољу улогу. Такође је био водитељ програма БЕТ награде за 2013. годину. Године 2016. појавио се у филму Дуга шетња Билија Лина.

## Лични живот
Такер има сина по имену Дестин, са бившом супругом Азјом Прајор, која живи у Лос Анђелесу. Живи на релацији Бел Ер, Лас Вегас и Атланта.
Такер је добар пријатељ са колегом из Гас до даске Џекијем Ченом. Такође је био близак са Мајклом Џексоном: плесао је заједно са њим на његовој прослави 30. годишњице каријере, појавио се у његовом споту за песму " You Rock My World" са албума Invincible из 2001. године и присуствовао је његовој комеморацији. На Такерову каријеру утицао је и сам Џексон, јер је виђен како плеше и пева песму "Don't Stop 'Til You Get Enough" у сцени у филму Гас до даске 2 и опонашајући Џексонов плесни стил у филму Петак. Пријатељ је са Билом Клинтоном, а подржао је Барака Обаму на изборима 2008. године.
Такер је учествовао у документарном филму професора Хенрија Луиса Гејтса млађег, који се бавио генеалошким ДНК тестом афроамериканаца, African American Lives емитованом на Пи-Би-Есу, а који се посебно фокусирао на приче о наслеђу Индијанца у афроамеричким заједницама. Резултати Такерових ДНК тестова показали су афричке, европске и "вероватно неке индијанске" претке. Такерова патринијална линија је повезана са етничком групом Амбунду у Анголи и једном линијом његове мајке са народом Бамилеке у Камеруну. Такође је израдио своје породично стабло до 1830-их. Такер и Гејтс били су у посети Анголи, родном месту неких његових предака.
У 2014. години Такер је подмирио свој порески дуг од 2,5 милиона долара. Окривио је "лоше рачуноводство и лоше управљање пословањем".
Тaкер је побожни хришћанин.

## Филмографија
| Улоге Криса Такера |                 |                                     |                        |          |
| Година             | Српски назив    | Изворни назив                       | Улога                  | Напомена |
| 1988               |                 | Roseanne (TV Series)                | Himself                |          |
| 1992               |                 | Hangin' with Mr. Cooper (TV Series) | Rapper                 |          |
| 1994               |                 |                                     | Johnny Booze           |          |
| 1995               |                 |                                     | Smokey                 |          |
| 1995               |                 |                                     | Bodyguard              |          |
| 1995               |                 |                                     | Skip                   |          |
| 1997               | Пети елемент    |                                     | Ruby Rhod              |          |
| 1997               |                 |                                     | Franklin Hatchett      |          |
| 1997               | Џеки Браун      |                                     | Beaumont Livingston    |          |
| 1998               | Гас до даске    |                                     | Detective James Carter |          |
| 2001               | Гас до даске 2  |                                     | Detective James Carter |          |
| 2001               |                 | Diary (TV Series)                   | Himself                |          |
| 2006               |                 | African American Lives (TV Series)  | Himself                |          |
| 2007               | Гас до даске 3  |                                     | Detective James Carter |          |
| 2008               |                 |                                     | Calvin Norwood         |          |
| 2012               | У добру и у злу |                                     | Danny McDaniels        |          |
| 2023               | Air             |                                     | Howard White           |          |